# ʆ
Cette page contient des caractères spéciaux ou non latins. S’ils s’affichent mal (▯, ?, etc.), consultez la page d’aide Unicode.
ʆ, appelé ech bouclé, est un symbole de l’alphabet phonétique international. Il s'agit de la lettre ech ‹ ʃ › diacritée d’une boucle.

## Utilisation
Le symbole [ʆ] est introduit dans le tableau de l’alphabet phonétique international de 1947. À la suite de la conférence de Kiel en 1989, les symboles représentant les consonnes [ʃ] et [ʒ] palatalisées, c’est-à-dire [ʆ] et [ʓ], sont retirés et officiellement remplacés par l’usage de diacritiques, [ʃʲ] et [ʒʲ].

## Représentations informatiques
Le ech bouclé peut être représenté avec les caractères Unicode suivants (Alphabet phonétique international) :
| formes    | représentations | chaînes de caractères | points de code | descriptions                       |
| --------- | --------------- | --------------------- | -------------- | ---------------------------------- |
| minuscule | ʆ               | ʆ                     | U+0286         | lettre minuscule latine ech bouclé |